# Clássica de San Sebastián de 2022
A 41.ª edição da clássica ciclista Clássica de San Sebastián (nome oficial: Donostiako Klasikoa) foi uma corrida em Espanha que se celebrou a 30 de julho de 2022 com início e final na cidade de San Sebastián sobre um percurso de 224 quilómetros.
A corrida fez parte do UCI WorldTour de 2022, sendo a vigésima quarta competição do calendário de máxima categoria mundial, e foi vencida pelo belga Remco Evenepoel do Quick-Step Alpha Vinyl. Completaram o pódio, como segundo e terceiro classificado respectivamente, o francês Pavel Sivakov do Ineos Grenadiers e o também belga Tiesj Benoot do Jumbo-Visma.

## Percurso
A concorrência percorreu a província de Guipúscoa no País Basco até à cidade de San Sebastián sobre um percurso de 224 quilómetros, assim mesmo, o número total de portos de montanha se mantém com 6 passos, Azkarate, Urraki, Alkiza, Jaizquíbel, Erlaitz e o último porto de Igueldo Murgil Tontorra com um comprimento de 2,1 quilómetros ao 10,1% para depois descer e finalizar sobre a cidade de San Sebastián.

## Equipas participantes
Tomaram parte na corrida 23 equipas: 18 de categoria UCI WorldTeam e 5 de categoria UCI ProTeam. Formaram assim um pelotão de 156 ciclistas dos que acabaram 60. As equipas participantes foram:
| Equipes WorldTeam (18)- AG2R Citroën Team - Astana Qazaqstan Team - Bahrain Victorious - Bora-Hansgrohe - Cofidis - EF Education-EasyPost - Groupama-FDJ - Ineos Grenadiers - Intermarché-Wanty-Gobert Matériaux - Israel-Premier Tech - Jumbo-Visma - Lotto-Soudal - Movistar Team - Quick-Step Alpha Vinyl - BikeExchange-Jayco - Team DSM - Trek-Segafredo - UAE Team Emirates Equipes ProTeam (5)- Burgos-BH - Caja Rural-Seguros RGA - Euskaltel-Euskadi - Equipo Kern Pharma - TotalEnergies |
| |

## Classificação final
- As classificação finalizou da seguinte forma:[3]

### Classificação geral
| \| Classificação geral \| Classificação geral \| Classificação geral \| Classificação geral \| Classificação geral \| \| Ciclista \| Ciclista \| Equipe \| Tempo \| \| \| ------------------- \| ------------------- \| ---------------------------------- \| ------------------- \| ------------------- \| \| 1. \| Remco Evenepoel \| Quick-Step Alpha Vinyl \| 5h31m44s \| \| \| 2. \| Pavel Sivakov \| Ineos Grenadiers \| + 1m58s \| \| \| 3. \| Tiesj Benoot \| Jumbo-Visma \| + 2m31s \| \| \| 4. \| Bauke Mollema \| Trek-Segafredo \| + 3m11s \| \| \| 5. \| Carlos Rodríguez \| Ineos Grenadiers \| + 3m11s \| \| \| 6. \| Simon Yates \| BikeExchange-Jayco \| + 3m28s \| \| \| 7. \| Toms Skujiņš \| Trek-Segafredo \| + 4m09s \| \| \| 8. \| Mattias Skjelmose \| Trek-Segafredo \| + 4m09s \| \| \| 9. \| Rigoberto Urán \| EF Education-EasyPost \| + 4m09s \| \| \| 10. \| Lorenzo Rota \| Intermarché-Wanty-Gobert Matériaux \| + 4m09s \| \| |                   |                                    |          |
| |                   |                                    |          |
| Fonte: ProCyclingStats |                   |                                    |          |
| Classificação geral |                   |                                    |          |
| Ciclista | Ciclista          | Equipe                             | Tempo    |
| 1. | Remco Evenepoel   | Quick-Step Alpha Vinyl             | 5h31m44s |
| 2. | Pavel Sivakov     | Ineos Grenadiers                   | + 1m58s  |
| 3. | Tiesj Benoot      | Jumbo-Visma                        | + 2m31s  |
| 4. | Bauke Mollema     | Trek-Segafredo                     | + 3m11s  |
| 5. | Carlos Rodríguez  | Ineos Grenadiers                   | + 3m11s  |
| 6. | Simon Yates       | BikeExchange-Jayco                 | + 3m28s  |
| 7. | Toms Skujiņš      | Trek-Segafredo                     | + 4m09s  |
| 8. | Mattias Skjelmose | Trek-Segafredo                     | + 4m09s  |
| 9. | Rigoberto Urán    | EF Education-EasyPost              | + 4m09s  |
| 10. | Lorenzo Rota      | Intermarché-Wanty-Gobert Matériaux | + 4m09s  |

## Ciclistas participantes e posições finais
| EF Education-EasyPost EFE | EF Education-EasyPost EFE     | EF Education-EasyPost EFE |
| ------------------------- | ----------------------------- | ------------------------- |
| Num                       | Ciclista                      | Pos                       |
| 1                         | Alberto Bettiol (ITA)         | DNF                       |
| 2                         | Jonathan Caicedo (ECU)        | 37.                       |
| 3                         | Esteban Chaves (COL)          | 20.                       |
| 4                         | Odd Christian Eiking (NOR)    | DNF                       |
| 5                         | Ruben Guerreiro (POR)         | DNF                       |
| 6                         | Merhawi Kudus (ERI) (estrada) | DNF                       |
| 7                         | Rigoberto Urán (COL)          | 9.                        |

| Ineos Grenadiers IGD | Ineos Grenadiers IGD             | Ineos Grenadiers IGD |
| -------------------- | -------------------------------- | -------------------- |
| Num                  | Ciclista                         | Pos                  |
| 11                   | Jonathan Castroviejo (ESP)       | DNF                  |
| 12                   | Tao Geoghegan Hart (GBR)         | 57.                  |
| 13                   | Daniel Felipe Martínez (COL)     | DNF                  |
| 14                   | Brandon Rivera (COL)             | 35.                  |
| 15                   | Carlos Rodríguez (ESP) (estrada) | 5.                   |
| 16                   | Pavel Sivakov (FRA)              | 2.                   |
| 17                   | Cameron Wurf (AUS)               | DNF                  |

| Quick-Step Alpha Vinyl QST | Quick-Step Alpha Vinyl QST | Quick-Step Alpha Vinyl QST |
| -------------------------- | -------------------------- | -------------------------- |
| Num                        | Ciclista                   | Pos                        |
| 21                         | Remco Evenepoel (BEL)      | 1.                         |
| 22                         | Mattia Cattaneo (ITA)      | DNF                        |
| 23                         | Mikkel Honoré (DEN)        | DNF                        |
| 24                         | James Knox (GBR)           | DNF                        |
| 25                         | Fausto Masnada (ITA)       | 50.                        |
| 26                         | Pieter Serry (BEL)         | DNF                        |
| 27                         | Jannik Steimle (GER)       | DNF                        |

| UAE Team Emirates UAD | UAE Team Emirates UAD        | UAE Team Emirates UAD |
| --------------------- | ---------------------------- | --------------------- |
| Num                   | Ciclista                     | Pos                   |
| 31                    | Tadej Pogačar (SLO)          | DNF                   |
| 32                    | João Almeida (POR) (estrada) | DNF                   |
| 33                    | Juan Ayuso (ESP)             | DNF                   |
| 34                    | George Bennett (NZL)         | 13.                   |
| 35                    | Rui Costa (POR)              | 44.                   |
| 36                    | Ryan Gibbons (RSA)           | DNF                   |
| 37                    | Jan Polanc (SLO)             | DNF                   |

| Bahrain Victorious TBV | Bahrain Victorious TBV          | Bahrain Victorious TBV |
| ---------------------- | ------------------------------- | ---------------------- |
| Num                    | Ciclista                        | Pos                    |
| 41                     | Matej Mohorič (SLO)             | DNF                    |
| 42                     | Yukiya Arashiro (JPN) (estrada) | DNF                    |
| 43                     | Gino Mäder (SUI)                | 29.                    |
| 44                     | Santiago Buitrago (COL)         | DNF                    |
| 45                     | Wout Poels (NED)                | DNF                    |
| 46                     | Luis León Sánchez (ESP)         | DNF                    |
| 47                     | Hermann Pernsteiner (AUT)       | 56.                    |

| Intermarché-Wanty-Gobert Matériaux IWG | Intermarché-Wanty-Gobert Matériaux IWG | Intermarché-Wanty-Gobert Matériaux IWG |
| -------------------------------------- | -------------------------------------- | -------------------------------------- |
| Num                                    | Ciclista                               | Pos                                    |
| 51                                     | Jan Bakelants (BEL)                    | 31.                                    |
| 52                                     | Théo Delacroix (FRA)                   | DNF                                    |
| 54                                     | Corné van Kessel (NED)                 | DNF                                    |
| 55                                     | Simone Petilli (ITA)                   | DNF                                    |
| 56                                     | Domenico Pozzovivo (ITA)               | 23.                                    |
| 57                                     | Lorenzo Rota (ITA)                     | 10.                                    |

| Trek-Segafredo TFS | Trek-Segafredo TFS      | Trek-Segafredo TFS |
| ------------------ | ----------------------- | ------------------ |
| Num                | Ciclista                | Pos                |
| 61                 | Bauke Mollema (NED)     | 4.                 |
| 62                 | Julien Bernard (FRA)    | DNF                |
| 63                 | Dario Cataldo (ITA)     | DNF                |
| 64                 | Kenny Elissonde (FRA)   | 60.                |
| 65                 | Juan Pedro López (ESP)  | DNF                |
| 66                 | Mattias Skjelmose (DEN) | 8.                 |
| 67                 | Toms Skujiņš (LAT)      | 7.                 |

| Jumbo-Visma TJV | Jumbo-Visma TJV        | Jumbo-Visma TJV |
| --------------- | ---------------------- | --------------- |
| Num             | Ciclista               | Pos             |
| 71              | Tiesj Benoot (BEL)     | 3.              |
| 72              | Timo Roosen (NED)      | DNF             |
| 74              | Chris Harper (AUS)     | 42.             |
| 75              | Robert Gesink (NED)    | 53.             |
| 76              | Lennard Hofstede (NED) | DNF             |
| 77              | Tom Dumoulin (NED)     | DNF             |

| BikeExchange-Jayco BEX | BikeExchange-Jayco BEX | BikeExchange-Jayco BEX |
| ---------------------- | ---------------------- | ---------------------- |
| Num                    | Ciclista               | Pos                    |
| 81                     | Simon Yates (GBR)      | 6.                     |
| 82                     | Jan Maas (NED)         | DNF                    |
| 83                     | Michael Matthews (AUS) | DNF                    |
| 84                     | Callum Scotson (AUS)   | DNF                    |
| 85                     | Tsgabu Grmay (ETH)     | 55.                    |
| 86                     | Dion Smith (NZL)       | DNF                    |
| 87                     | Nick Schultz (AUS)     | DNF                    |

| Lotto-Soudal LTS | Lotto-Soudal LTS         | Lotto-Soudal LTS |
| ---------------- | ------------------------ | ---------------- |
| Num              | Ciclista                 | Pos              |
| 91               | Carlos Barbero (ESP)     | DNF              |
| 92               | Matthew Holmes (GBR)     | DNF              |
| 93               | Andreas Kron (DEN)       | DNF              |
| 94               | Harry Sweeny (AUS)       | 49.              |
| 95               | Maxim Van Gils (BEL)     | DNF              |
| 96               | Viktor Verschaeve (BEL)  | DNF              |
| 97               | Xandres Vervloesem (BEL) | DNF              |

| Astana Qazaqstan Team AST | Astana Qazaqstan Team AST   | Astana Qazaqstan Team AST |
| ------------------------- | --------------------------- | ------------------------- |
| Num                       | Ciclista                    | Pos                       |
| 101                       | Vincenzo Nibali (ITA)       | 21.                       |
| 102                       | Simone Velasco (ITA)        | 27.                       |
| 103                       | Stefan de Bod (RSA)         | 15.                       |
| 104                       | Vadim Pronskiy (KAZ)        | 54.                       |
| 105                       | Manuele Boaro (ITA)         | DNF                       |
| 106                       | Aleksandr Riabushenko (BLR) | DNF                       |
| 107                       | Yuriy Natarov (KAZ)         | DNF                       |

| Cofidis COF | Cofidis COF            | Cofidis COF |
| ----------- | ---------------------- | ----------- |
| Num         | Ciclista               | Pos         |
| 111         | Ion Izagirre (ESP)     | DNF         |
| 112         | Sander Armée (BEL)     | DNF         |
| 113         | Rubén Fernández (ESP)  | DNF         |
| 114         | Simon Geschke (GER)    | DNF         |
| 115         | José Herrada (ESP)     | DNF         |
| 116         | Guillaume Martin (FRA) | 18.         |
| 117         | Davide Villella (ITA)  | 43.         |

| Movistar Team MOV | Movistar Team MOV        | Movistar Team MOV |
| ----------------- | ------------------------ | ----------------- |
| Num               | Ciclista                 | Pos               |
| 121               | Alejandro Valverde (ESP) | DNF               |
| 122               | Jorge Arcas (ESP)        | DNF               |
| 123               | Gorka Izagirre (ESP)     | 30.               |
| 124               | Antonio Pedrero (ESP)    | 19.               |
| 125               | Alex Aranburu (ESP)      | DNF               |
| 126               | Carlos Verona (ESP)      | DNF               |
| 127               | José Joaquín Rojas (ESP) | DNF               |

| AG2R Citroën Team ACT | AG2R Citroën Team ACT        | AG2R Citroën Team ACT |
| --------------------- | ---------------------------- | --------------------- |
| Num                   | Ciclista                     | Pos                   |
| 131                   | Mikaël Cherel (FRA)          | 39.                   |
| 132                   | Lilian Calmejane (FRA)       | DNF                   |
| 133                   | Clément Berthet (FRA)        | 14.                   |
| 134                   | Jaakko Hänninen (FIN)        | 28.                   |
| 135                   | Aurélien Paret-Peintre (FRA) | DNF                   |
| 136                   | Paul Lapeira (FRA)           | DNF                   |
| 137                   | Clément Champoussin (FRA)    | 26.                   |

| Team DSM DSM | Team DSM DSM               | Team DSM DSM |
| ------------ | -------------------------- | ------------ |
| Num          | Ciclista                   | Pos          |
| 141          | Chris Hamilton (AUS)       | 24.          |
| 142          | Søren Kragh Andersen (DEN) | DNF          |
| 143          | Romain Combaud (FRA)       | DNF          |
| 144          | Mark Donovan (GBR)         | 34.          |
| 145          | Leon Heinschke (GER)       | DNF          |
| 146          | Casper Pedersen (DEN)      | DNF          |
| 147          | Martijn Tusveld (NED)      | DNF          |

| Equipo Kern Pharma EKP | Equipo Kern Pharma EKP      | Equipo Kern Pharma EKP |
| ---------------------- | --------------------------- | ---------------------- |
| Num                    | Ciclista                    | Pos                    |
| 151                    | Urko Berrade (ESP)          | 46.                    |
| 152                    | Roger Adrià (ESP)           | 11.                    |
| 153                    | José Félix Parra (ESP)      | DNF                    |
| 154                    | Ibon Ruiz (ESP)             | DNF                    |
| 155                    | Eugenio Sánchez López (ESP) | DNF                    |
| 156                    | Pau Miquel (ESP)            | 47.                    |
| 157                    | Igor Arrieta (ESP)          | DNF                    |

| Israel-Premier Tech IPT | Israel-Premier Tech IPT  | Israel-Premier Tech IPT |
| ----------------------- | ------------------------ | ----------------------- |
| Num                     | Ciclista                 | Pos                     |
| 161                     | Patrick Bevin (NZL)      | DNF                     |
| 162                     | Carl Fredrik Hagen (NOR) | 22.                     |
| 163                     | Daryl Impey (RSA)        | 45.                     |
| 164                     | Guy Niv (ISR)            | DNF                     |
| 165                     | James Piccoli (CAN)      | DNF                     |
| 166                     | Omer Goldstein (ISR)     | DNF                     |

| Groupama-FDJ GFC | Groupama-FDJ GFC            | Groupama-FDJ GFC |
| ---------------- | --------------------------- | ---------------- |
| Num              | Ciclista                    | Pos              |
| 171              | David Gaudu (FRA)           | DNF              |
| 172              | Mathieu Ladagnous (FRA)     | DNF              |
| 174              | Rudy Molard (FRA)           | 12.              |
| 175              | Sébastien Reichenbach (SUI) | 25.              |
| 176              | Michael Storer (AUS)        | DNF              |
| 177              | Lars van den Berg (NED)     | 33.              |

| Caja Rural-Seguros RGA CJR | Caja Rural-Seguros RGA CJR   | Caja Rural-Seguros RGA CJR |
| -------------------------- | ---------------------------- | -------------------------- |
| Num                        | Ciclista                     | Pos                        |
| 181                        | Mikel Nieve (ESP)            | 58.                        |
| 182                        | Jonathan Lastra (ESP)        | 16.                        |
| 183                        | Fernando Barceló (ESP)       | DNF                        |
| 184                        | Orluis Aular (VEN) (estrada) | DNF                        |
| 185                        | Jon Barrenetxea (ESP)        | DNF                        |
| 186                        | Jhojan García (COL)          | DNF                        |
| 187                        | Joel Nicolau (ESP)           | 17.                        |

| Euskaltel-Euskadi EUS | Euskaltel-Euskadi EUS | Euskaltel-Euskadi EUS |
| --------------------- | --------------------- | --------------------- |
| Num                   | Ciclista              | Pos                   |
| 191                   | Xabier Azparren (ESP) | DNF                   |
| 192                   | Antonio Angulo (ESP)  | 51.                   |
| 193                   | Mikel Iturria (ESP)   | DNF                   |
| 194                   | Mikel Bizkarra (ESP)  | 48.                   |
| 195                   | Ibai Azurmendi (ESP)  | DNF                   |
| 196                   | Txomin Juaristi (ESP) | DNF                   |
| 197                   | Unai Iribar (ESP)     | DNF                   |

| Bora-Hansgrohe BOH | Bora-Hansgrohe BOH          | Bora-Hansgrohe BOH |
| ------------------ | --------------------------- | ------------------ |
| Num                | Ciclista                    | Pos                |
| 201                | Jai Hindley (AUS)           | DNF                |
| 202                | Matteo Fabbro (ITA)         | DNF                |
| 203                | Emanuel Buchmann (GER)      | 41.                |
| 204                | Wilco Kelderman (NED)       | 36.                |
| 205                | Patrick Konrad (AUT)        | DNF                |
| 206                | Maximilian Schachmann (GER) | DNF                |

| Burgos-BH BBH | Burgos-BH BBH                  | Burgos-BH BBH |
| ------------- | ------------------------------ | ------------- |
| Num           | Ciclista                       | Pos           |
| 211           | Ander Okamika (ESP)            | 52.           |
| 212           | Daniel Navarro (ESP)           | DNF           |
| 213           | Pelayo Sánchez (ESP)           | DNF           |
| 214           | Adrià Moreno (ESP)             | 59.           |
| 215           | José Manuel Díaz Gallego (ESP) | 38.           |
| 216           | Óscar Cabedo (ESP)             | DNF           |
| 217           | Victor Langellotti (MON)       | DNF           |

| TotalEnergies TEN | TotalEnergies TEN        | TotalEnergies TEN |
| ----------------- | ------------------------ | ----------------- |
| Num               | Ciclista                 | Pos               |
| 221               | Cristián Rodríguez (ESP) | DNF               |
| 222               | Jérémy Cabot (FRA)       | DNF               |
| 223               | Víctor de la Parte (ESP) | 40.               |
| 224               | Fabien Grellier (FRA)    | DNF               |
| 225               | Alan Jousseaume (FRA)    | 32.               |
| 226               | Pierre Latour (FRA)      | DNF               |
| 227               | Paul Ourselin (FRA)      | DNF               |

| EF Education-EasyPost EFE | EF Education-EasyPost EFE     | EF Education-EasyPost EFE |
| ------------------------- | ----------------------------- | ------------------------- |
| Num                       | Ciclista                      | Pos                       |
| 1                         | Alberto Bettiol (ITA)         | DNF                       |
| 2                         | Jonathan Caicedo (ECU)        | 37.                       |
| 3                         | Esteban Chaves (COL)          | 20.                       |
| 4                         | Odd Christian Eiking (NOR)    | DNF                       |
| 5                         | Ruben Guerreiro (POR)         | DNF                       |
| 6                         | Merhawi Kudus (ERI) (estrada) | DNF                       |
| 7                         | Rigoberto Urán (COL)          | 9.                        |

| Ineos Grenadiers IGD | Ineos Grenadiers IGD             | Ineos Grenadiers IGD |
| -------------------- | -------------------------------- | -------------------- |
| Num                  | Ciclista                         | Pos                  |
| 11                   | Jonathan Castroviejo (ESP)       | DNF                  |
| 12                   | Tao Geoghegan Hart (GBR)         | 57.                  |
| 13                   | Daniel Felipe Martínez (COL)     | DNF                  |
| 14                   | Brandon Rivera (COL)             | 35.                  |
| 15                   | Carlos Rodríguez (ESP) (estrada) | 5.                   |
| 16                   | Pavel Sivakov (FRA)              | 2.                   |
| 17                   | Cameron Wurf (AUS)               | DNF                  |

| Quick-Step Alpha Vinyl QST | Quick-Step Alpha Vinyl QST | Quick-Step Alpha Vinyl QST |
| -------------------------- | -------------------------- | -------------------------- |
| Num                        | Ciclista                   | Pos                        |
| 21                         | Remco Evenepoel (BEL)      | 1.                         |
| 22                         | Mattia Cattaneo (ITA)      | DNF                        |
| 23                         | Mikkel Honoré (DEN)        | DNF                        |
| 24                         | James Knox (GBR)           | DNF                        |
| 25                         | Fausto Masnada (ITA)       | 50.                        |
| 26                         | Pieter Serry (BEL)         | DNF                        |
| 27                         | Jannik Steimle (GER)       | DNF                        |

| UAE Team Emirates UAD | UAE Team Emirates UAD        | UAE Team Emirates UAD |
| --------------------- | ---------------------------- | --------------------- |
| Num                   | Ciclista                     | Pos                   |
| 31                    | Tadej Pogačar (SLO)          | DNF                   |
| 32                    | João Almeida (POR) (estrada) | DNF                   |
| 33                    | Juan Ayuso (ESP)             | DNF                   |
| 34                    | George Bennett (NZL)         | 13.                   |
| 35                    | Rui Costa (POR)              | 44.                   |
| 36                    | Ryan Gibbons (RSA)           | DNF                   |
| 37                    | Jan Polanc (SLO)             | DNF                   |

| Bahrain Victorious TBV | Bahrain Victorious TBV          | Bahrain Victorious TBV |
| ---------------------- | ------------------------------- | ---------------------- |
| Num                    | Ciclista                        | Pos                    |
| 41                     | Matej Mohorič (SLO)             | DNF                    |
| 42                     | Yukiya Arashiro (JPN) (estrada) | DNF                    |
| 43                     | Gino Mäder (SUI)                | 29.                    |
| 44                     | Santiago Buitrago (COL)         | DNF                    |
| 45                     | Wout Poels (NED)                | DNF                    |
| 46                     | Luis León Sánchez (ESP)         | DNF                    |
| 47                     | Hermann Pernsteiner (AUT)       | 56.                    |

| Intermarché-Wanty-Gobert Matériaux IWG | Intermarché-Wanty-Gobert Matériaux IWG | Intermarché-Wanty-Gobert Matériaux IWG |
| -------------------------------------- | -------------------------------------- | -------------------------------------- |
| Num                                    | Ciclista                               | Pos                                    |
| 51                                     | Jan Bakelants (BEL)                    | 31.                                    |
| 52                                     | Théo Delacroix (FRA)                   | DNF                                    |
| 54                                     | Corné van Kessel (NED)                 | DNF                                    |
| 55                                     | Simone Petilli (ITA)                   | DNF                                    |
| 56                                     | Domenico Pozzovivo (ITA)               | 23.                                    |
| 57                                     | Lorenzo Rota (ITA)                     | 10.                                    |

| Trek-Segafredo TFS | Trek-Segafredo TFS      | Trek-Segafredo TFS |
| ------------------ | ----------------------- | ------------------ |
| Num                | Ciclista                | Pos                |
| 61                 | Bauke Mollema (NED)     | 4.                 |
| 62                 | Julien Bernard (FRA)    | DNF                |
| 63                 | Dario Cataldo (ITA)     | DNF                |
| 64                 | Kenny Elissonde (FRA)   | 60.                |
| 65                 | Juan Pedro López (ESP)  | DNF                |
| 66                 | Mattias Skjelmose (DEN) | 8.                 |
| 67                 | Toms Skujiņš (LAT)      | 7.                 |

| Jumbo-Visma TJV | Jumbo-Visma TJV        | Jumbo-Visma TJV |
| --------------- | ---------------------- | --------------- |
| Num             | Ciclista               | Pos             |
| 71              | Tiesj Benoot (BEL)     | 3.              |
| 72              | Timo Roosen (NED)      | DNF             |
| 74              | Chris Harper (AUS)     | 42.             |
| 75              | Robert Gesink (NED)    | 53.             |
| 76              | Lennard Hofstede (NED) | DNF             |
| 77              | Tom Dumoulin (NED)     | DNF             |

| BikeExchange-Jayco BEX | BikeExchange-Jayco BEX | BikeExchange-Jayco BEX |
| ---------------------- | ---------------------- | ---------------------- |
| Num                    | Ciclista               | Pos                    |
| 81                     | Simon Yates (GBR)      | 6.                     |
| 82                     | Jan Maas (NED)         | DNF                    |
| 83                     | Michael Matthews (AUS) | DNF                    |
| 84                     | Callum Scotson (AUS)   | DNF                    |
| 85                     | Tsgabu Grmay (ETH)     | 55.                    |
| 86                     | Dion Smith (NZL)       | DNF                    |
| 87                     | Nick Schultz (AUS)     | DNF                    |

| Lotto-Soudal LTS | Lotto-Soudal LTS         | Lotto-Soudal LTS |
| ---------------- | ------------------------ | ---------------- |
| Num              | Ciclista                 | Pos              |
| 91               | Carlos Barbero (ESP)     | DNF              |
| 92               | Matthew Holmes (GBR)     | DNF              |
| 93               | Andreas Kron (DEN)       | DNF              |
| 94               | Harry Sweeny (AUS)       | 49.              |
| 95               | Maxim Van Gils (BEL)     | DNF              |
| 96               | Viktor Verschaeve (BEL)  | DNF              |
| 97               | Xandres Vervloesem (BEL) | DNF              |

| Astana Qazaqstan Team AST | Astana Qazaqstan Team AST   | Astana Qazaqstan Team AST |
| ------------------------- | --------------------------- | ------------------------- |
| Num                       | Ciclista                    | Pos                       |
| 101                       | Vincenzo Nibali (ITA)       | 21.                       |
| 102                       | Simone Velasco (ITA)        | 27.                       |
| 103                       | Stefan de Bod (RSA)         | 15.                       |
| 104                       | Vadim Pronskiy (KAZ)        | 54.                       |
| 105                       | Manuele Boaro (ITA)         | DNF                       |
| 106                       | Aleksandr Riabushenko (BLR) | DNF                       |
| 107                       | Yuriy Natarov (KAZ)         | DNF                       |

| Cofidis COF | Cofidis COF            | Cofidis COF |
| ----------- | ---------------------- | ----------- |
| Num         | Ciclista               | Pos         |
| 111         | Ion Izagirre (ESP)     | DNF         |
| 112         | Sander Armée (BEL)     | DNF         |
| 113         | Rubén Fernández (ESP)  | DNF         |
| 114         | Simon Geschke (GER)    | DNF         |
| 115         | José Herrada (ESP)     | DNF         |
| 116         | Guillaume Martin (FRA) | 18.         |
| 117         | Davide Villella (ITA)  | 43.         |

| Movistar Team MOV | Movistar Team MOV        | Movistar Team MOV |
| ----------------- | ------------------------ | ----------------- |
| Num               | Ciclista                 | Pos               |
| 121               | Alejandro Valverde (ESP) | DNF               |
| 122               | Jorge Arcas (ESP)        | DNF               |
| 123               | Gorka Izagirre (ESP)     | 30.               |
| 124               | Antonio Pedrero (ESP)    | 19.               |
| 125               | Alex Aranburu (ESP)      | DNF               |
| 126               | Carlos Verona (ESP)      | DNF               |
| 127               | José Joaquín Rojas (ESP) | DNF               |

| AG2R Citroën Team ACT | AG2R Citroën Team ACT        | AG2R Citroën Team ACT |
| --------------------- | ---------------------------- | --------------------- |
| Num                   | Ciclista                     | Pos                   |
| 131                   | Mikaël Cherel (FRA)          | 39.                   |
| 132                   | Lilian Calmejane (FRA)       | DNF                   |
| 133                   | Clément Berthet (FRA)        | 14.                   |
| 134                   | Jaakko Hänninen (FIN)        | 28.                   |
| 135                   | Aurélien Paret-Peintre (FRA) | DNF                   |
| 136                   | Paul Lapeira (FRA)           | DNF                   |
| 137                   | Clément Champoussin (FRA)    | 26.                   |

| Team DSM DSM | Team DSM DSM               | Team DSM DSM |
| ------------ | -------------------------- | ------------ |
| Num          | Ciclista                   | Pos          |
| 141          | Chris Hamilton (AUS)       | 24.          |
| 142          | Søren Kragh Andersen (DEN) | DNF          |
| 143          | Romain Combaud (FRA)       | DNF          |
| 144          | Mark Donovan (GBR)         | 34.          |
| 145          | Leon Heinschke (GER)       | DNF          |
| 146          | Casper Pedersen (DEN)      | DNF          |
| 147          | Martijn Tusveld (NED)      | DNF          |

| Equipo Kern Pharma EKP | Equipo Kern Pharma EKP      | Equipo Kern Pharma EKP |
| ---------------------- | --------------------------- | ---------------------- |
| Num                    | Ciclista                    | Pos                    |
| 151                    | Urko Berrade (ESP)          | 46.                    |
| 152                    | Roger Adrià (ESP)           | 11.                    |
| 153                    | José Félix Parra (ESP)      | DNF                    |
| 154                    | Ibon Ruiz (ESP)             | DNF                    |
| 155                    | Eugenio Sánchez López (ESP) | DNF                    |
| 156                    | Pau Miquel (ESP)            | 47.                    |
| 157                    | Igor Arrieta (ESP)          | DNF                    |

| Israel-Premier Tech IPT | Israel-Premier Tech IPT  | Israel-Premier Tech IPT |
| ----------------------- | ------------------------ | ----------------------- |
| Num                     | Ciclista                 | Pos                     |
| 161                     | Patrick Bevin (NZL)      | DNF                     |
| 162                     | Carl Fredrik Hagen (NOR) | 22.                     |
| 163                     | Daryl Impey (RSA)        | 45.                     |
| 164                     | Guy Niv (ISR)            | DNF                     |
| 165                     | James Piccoli (CAN)      | DNF                     |
| 166                     | Omer Goldstein (ISR)     | DNF                     |

| Groupama-FDJ GFC | Groupama-FDJ GFC            | Groupama-FDJ GFC |
| ---------------- | --------------------------- | ---------------- |
| Num              | Ciclista                    | Pos              |
| 171              | David Gaudu (FRA)           | DNF              |
| 172              | Mathieu Ladagnous (FRA)     | DNF              |
| 174              | Rudy Molard (FRA)           | 12.              |
| 175              | Sébastien Reichenbach (SUI) | 25.              |
| 176              | Michael Storer (AUS)        | DNF              |
| 177              | Lars van den Berg (NED)     | 33.              |

| Caja Rural-Seguros RGA CJR | Caja Rural-Seguros RGA CJR   | Caja Rural-Seguros RGA CJR |
| -------------------------- | ---------------------------- | -------------------------- |
| Num                        | Ciclista                     | Pos                        |
| 181                        | Mikel Nieve (ESP)            | 58.                        |
| 182                        | Jonathan Lastra (ESP)        | 16.                        |
| 183                        | Fernando Barceló (ESP)       | DNF                        |
| 184                        | Orluis Aular (VEN) (estrada) | DNF                        |
| 185                        | Jon Barrenetxea (ESP)        | DNF                        |
| 186                        | Jhojan García (COL)          | DNF                        |
| 187                        | Joel Nicolau (ESP)           | 17.                        |

| Euskaltel-Euskadi EUS | Euskaltel-Euskadi EUS | Euskaltel-Euskadi EUS |
| --------------------- | --------------------- | --------------------- |
| Num                   | Ciclista              | Pos                   |
| 191                   | Xabier Azparren (ESP) | DNF                   |
| 192                   | Antonio Angulo (ESP)  | 51.                   |
| 193                   | Mikel Iturria (ESP)   | DNF                   |
| 194                   | Mikel Bizkarra (ESP)  | 48.                   |
| 195                   | Ibai Azurmendi (ESP)  | DNF                   |
| 196                   | Txomin Juaristi (ESP) | DNF                   |
| 197                   | Unai Iribar (ESP)     | DNF                   |

| Bora-Hansgrohe BOH | Bora-Hansgrohe BOH          | Bora-Hansgrohe BOH |
| ------------------ | --------------------------- | ------------------ |
| Num                | Ciclista                    | Pos                |
| 201                | Jai Hindley (AUS)           | DNF                |
| 202                | Matteo Fabbro (ITA)         | DNF                |
| 203                | Emanuel Buchmann (GER)      | 41.                |
| 204                | Wilco Kelderman (NED)       | 36.                |
| 205                | Patrick Konrad (AUT)        | DNF                |
| 206                | Maximilian Schachmann (GER) | DNF                |

| Burgos-BH BBH | Burgos-BH BBH                  | Burgos-BH BBH |
| ------------- | ------------------------------ | ------------- |
| Num           | Ciclista                       | Pos           |
| 211           | Ander Okamika (ESP)            | 52.           |
| 212           | Daniel Navarro (ESP)           | DNF           |
| 213           | Pelayo Sánchez (ESP)           | DNF           |
| 214           | Adrià Moreno (ESP)             | 59.           |
| 215           | José Manuel Díaz Gallego (ESP) | 38.           |
| 216           | Óscar Cabedo (ESP)             | DNF           |
| 217           | Victor Langellotti (MON)       | DNF           |

| TotalEnergies TEN | TotalEnergies TEN        | TotalEnergies TEN |
| ----------------- | ------------------------ | ----------------- |
| Num               | Ciclista                 | Pos               |
| 221               | Cristián Rodríguez (ESP) | DNF               |
| 222               | Jérémy Cabot (FRA)       | DNF               |
| 223               | Víctor de la Parte (ESP) | 40.               |
| 224               | Fabien Grellier (FRA)    | DNF               |
| 225               | Alan Jousseaume (FRA)    | 32.               |
| 226               | Pierre Latour (FRA)      | DNF               |
| 227               | Paul Ourselin (FRA)      | DNF               |

Convenções:
- AB: Abandono
- FLT: Retiro por chegada fora do limite de tempo
- NTS: Não tomou a saída
- DES: Desclassificado ou expulsado

## UCI World Ranking
A Clássica de San Sebastián outorgou pontos para o UCI World Ranking para corredores das equipas nas categorias UCI WorldTeam, UCI ProTeam e Continental. As seguintes tabelas são o barómetro de pontuação e os dez corredores que obtiveram mais pontos:
| Posição   | 1.º | 2.º | 3.º | 4.º | 5.º | 6.º | 7.º | 8.º | 9.º | 10.º | 11.º | 12.º | 13.º | 14.º | 15.º | 16.º-20.º | 21.º-30.º | 31.º-50.º | 51.º-55.º | 56.º-60.º |
| Pontuação | 400 | 320 | 260 | 220 | 180 | 140 | 120 | 100 | 80  | 68   | 56   | 48   | 40   | 32   | 28   | 24        | 16        | 8         | 4         | 2         |

| Classificação |                          |                                    |        |
| Posição       | Ciclista                 | Equipa                             | Pontos |
| ------------- | ------------------------ | ---------------------------------- | ------ |
| 1.º           | Remco Evenepoel          | Quick-Step Alpha Vinyl             | 400    |
| 2.º           | Pavel Sivakov            | Ineos Grenadiers                   | 320    |
| 3.º           | Tiesj Benoot             | Jumbo-Visma                        | 260    |
| 4.º           | Bauke Mollema            | Trek-Segafredo                     | 220    |
| 5.º           | Carlos Rodríguez         | Ineos Grenadiers                   | 180    |
| 6.º           | Simon Yates              | BikeExchange-Jayco                 | 140    |
| 7.º           | Toms Skujiņš             | Trek-Segafredo                     | 120    |
| 8.º           | Mattias Skjelmose Jensen | Trek-Segafredo                     | 100    |
| 9.º           | Rigoberto Urán           | EF Education-EasyPost              | 80     |
| 10.º          | Lorenzo Rota             | Intermarché-Wanty-Gobert Matériaux | 68     |